# Palacio Borrull
El palacio Borrull de San Mateo, se sitúa contiguo al Ayuntamiento, solamente separado por el actualmente restaurado callejón de los Judíos. 

## Historia y descripción
En este palacio, construido en el siglo XV, estuvo instalada entre 1883 y 1892 la Audiencia de lo Criminal. 
Posee una amplia fachada de sillería de composición simétrica, con una puerta de acceso bajo un gran arco adovelado. Otro aspecto a destacar es el alero que está construido con vuelos sucesivos de teja y ladrillo.
El interior ha sido muy transformado debido a los diversos usos del edificio. Desde los primeros tiempos de residencia palaciega, su paso por Audiencia y posteriormente su compartimentación como viviendas. La entrada consta de un amplio espacio separado en tres tramos por arcos. 
Hecho histórico reseñable es el fallecimiento del Obispo Borrull en 1758 durante una estancia en esta casa.